# سلیمان سلیمان
سلیمان سلیمان (عربی: سليمان سليمان؛ زادهٔ ۶ مهٔ ۱۹۹۰) بازیکن فوتبال اهل سوریه است.
از باشگاه‌هایی که در آن بازی کرده‌است می‌توان به باشگاه ورزشی الوحده (سوریه) و باشگاه ورزشی الفتوه اشاره کرد.
وی همچنین در تیم‌های ملی فوتبال زیر ۲۳ سال سوریه، و سوریه بازی کرده‌است.